# Bumazjnaya Luna
Bumazjnaya Luna (Paper Moon), ett musikalbum av Anzjelika Agurbasj, släppt 1995.
Bumazjnaya Luna är Anzjelika Agurbasjs debutalbum.

## Låtlista
1. Bumazjnaya Luna (Paper Moon)
2. Romasjka (Cammomile)
3. Fonarik (Lamp)
4. Bednyj poet (Poor Poet)
5. Notj (Night)
6. Pojezd
7. Do svidanija, rodnoj (Good—Bye, My Dear)
8. A mne takoj nuzjen (I Need The One Like That)
9. Ledjanoje serdtse (Frozen Heart)
10. Maltjik-luna (Moon Boy)
11. Luna-park (Amusement Park)
12. Maneken (Dummy)